# Mirax topali
Mirax topali är en stekelart som beskrevs av Papp 1993. Mirax topali ingår i släktet Mirax och familjen bracksteklar. Inga underarter finns listade i Catalogue of Life.